# 체티네
체티네(몬테네그로어: Cetinje / Цетиње, [t͡sětiɲe])는 몬테네그로의 주요 도시이다. 인구는 약 1만 5천명(2003년).
15세기에 세워진 역사 도시인 이 곳은 1918년에 이웃 세르비아에 합병되기까지 몬테네그로 왕국의 수도였다. 1910년 몬테네그로 왕국이 출범할 당시, 그 수도인 체티네는 '세계에서 가장 인구가 적은 수도'(당시 5,895명)로 알려져 있었다. 지금도 몬테네그로의 대통령이나 왕실의 관저는 수도 포드고리차가 아니라 이 곳 체티네에 있으며, 체티네는 '명예수도'의 위치에 있다. 문화적, 종교적으로도 몬테네그로에서 가장 중요한 위치에 있다.
도시는 작은 카르스트 평원 위에 있으며, 그 주위를 석회암 산들이 둘러싸고 있다. '검은 산'을 뜻하는 몬테네그로라는 국명은 그 산들 중 하나인 로브첸(Lovćen) 산에서 온 것이다.
2011년의 인구통계에 의하면, 몬테네그로인이 91.3%, 세르비아인이 3.9% 정도 거주하고 있다.

## 교통
부드바, 포드고리차와 약 30km 정도 떨어져, 이들 도시와 2차선 도로가 통하고 있다. 50km 거리에 있는 티바트 공항(Aerodrom Tivat)은 2007년 한국국제협력단의 장비가 원조되어, 공항이 현대화된 바 있는데, 베오그라드, 취리히와의 항로(航路)가 있다. 55km 떨어진 포드고리차 공항은 유럽 각지와 항공로가 연결된다.

## 인구
| 연도  | 인구   | ±%     |
| ----- | ------ | ------ |
| 1948  | 9,038  | —      |
| 1953  | 9,102  | +0.7%  |
| 1961  | 9,359  | +2.8%  |
| 1971  | 11,876 | +26.9% |
| 1981  | 14,088 | +18.6% |
| 1991  | 15,946 | +13.2% |
| 2003  | 15,137 | −5.1%  |
| 2011  | 13,918 | −8.1%  |
| 출처: |        |        |

## 기후
| Cetinje의 기후                                                                     | Cetinje의 기후 | Cetinje의 기후 | Cetinje의 기후 | Cetinje의 기후 | Cetinje의 기후 | Cetinje의 기후 | Cetinje의 기후 | Cetinje의 기후 | Cetinje의 기후 | Cetinje의 기후 | Cetinje의 기후 | Cetinje의 기후 | Cetinje의 기후   |
| 월                                                                                 | 1월            | 2월            | 3월            | 4월            | 5월            | 6월            | 7월            | 8월            | 9월            | 10월           | 11월           | 12월           | 연간             |
| ---------------------------------------------------------------------------------- | -------------- | -------------- | -------------- | -------------- | -------------- | -------------- | -------------- | -------------- | -------------- | -------------- | -------------- | -------------- | ---------------- |
| 일평균 최고 기온 °C (°F)                                                           | 6.4 (43.5)     | 7.3 (45.1)     | 10.6 (51.1)    | 14.7 (58.5)    | 20.0 (68.0)    | 23.7 (74.7)    | 27.2 (81.0)    | 27.1 (80.8)    | 23.2 (73.8)    | 17.9 (64.2)    | 12.2 (54.0)    | 8.0 (46.4)     | 16.5 (61.8)      |
| 일일 평균 기온 °C (°F)                                                             | 0.6 (33.1)     | 1.6 (34.9)     | 4.6 (40.3)     | 8.9 (48.0)     | 13.8 (56.8)    | 17.2 (63.0)    | 19.7 (67.5)    | 18.9 (66.0)    | 14.8 (58.6)    | 9.8 (49.6)     | 5.7 (42.3)     | 2.1 (35.8)     | 9.8 (49.7)       |
| 일평균 최저 기온 °C (°F)                                                           | −4.0 (24.8)    | −2.9 (26.8)    | −0.4 (31.3)    | 3.2 (37.8)     | 7.3 (45.1)     | 10.2 (50.4)    | 12.0 (53.6)    | 11.4 (52.5)    | 8.4 (47.1)     | 4.0 (39.2)     | 1.0 (33.8)     | −2.3 (27.9)    | 4.0 (39.2)       |
| 평균 강수량 mm (인치)                                                              | 429.5 (16.91)  | 351.1 (13.82)  | 368.9 (14.52)  | 277.3 (10.92)  | 157.4 (6.20)   | 100.6 (3.96)   | 66.3 (2.61)    | 112.3 (4.42)   | 191.0 (7.52)   | 293.0 (11.54)  | 499.9 (19.68)  | 455.8 (17.94)  | 3,303.1 (130.04) |
| 평균 강수일수 (≥ 0.1 mm)                                                           | 13             | 13             | 14             | 13             | 11             | 10             | 7              | 7              | 7              | 11             | 15             | 15             | 136              |
| 평균 상대 습도 (%)                                                                 | 84             | 84             | 80             | 77             | 76             | 75             | 70             | 72             | 80             | 83             | 86             | 87             | 80               |
| 출처: Hydrological and Meteorological Service of Montenegro (Temperature averages) |                |                |                |                |                |                |                |                |                |                |                |                |                  |